# Marina greenmaniana
Marina greenmaniana är en ärtväxtart som först beskrevs av Joseph Nelson Rose, och fick sitt nu gällande namn av Rupert Charles Barneby. Marina greenmaniana ingår i släktet Marina och familjen ärtväxter.

## Underarter
Arten delas in i följande underarter:
- M. g. greenmaniana
- M. g. muelleri